# La-qipu
La-qipu (akad. Lā-qīpu, w transliteracji z pisma klinowego zapisywane mLa-qi-pu) – wysoki dostojnik, gubernator prowincji Kilizi za rządów asyryjskiego króla Aszur-dana III (772-755 p.n.e.); z asyryjskich list i kronik eponimów wiadomo, iż w 760 r. p.n.e. sprawował urząd limmu (eponima).